# سید البرز حسینی
سید البرز حسینی سیاستمدار ایرانی است. وی توانست در یازدهمین انتخابات مجلس شورای اسلامی با کسب ۳۰ هزار و ۸۵۲ رای، از حوزه انتخابیه خدابنده از استان زنجان انتخاب گردد.